# Pezón
El pezón humano es una protuberancia situada aproximadamente en la parte central de la mama. Está rodeada de un área de piel con una pigmentación más oscura conocida como areola.
En el pezón femenino desembocan entre 15 y 20 conductos lácteos, cuya finalidad es la de abastecer al lactante de la leche que van produciendo las glándulas mamarias.
Los pezones masculinos, llamados «tetillas» están menos desarrollados, y carecen de los conductos lácteos.
El pezón y la areola son también zonas erógenas del cuerpo humano tanto para el varón como para la mujer.  La excitación sexual va casi siempre acompañada por una erección o endurecimiento e hipersensibilidad de los pezones, llamado telotismo. También las temperaturas frías tienen el mismo efecto.  
El período de embarazo y la posterior lactancia tienden a aumentar el tamaño del pezón, aumento que puede ser permanente. 
La mayoría de las personas desarrollan dos pezones, uno en cada mama, aunque algunas poseen más de dos, este fenómeno se denomina politelia. 
La estimulación de los pezones promueve la secreción de oxitocina en las hembras de mamíferos y por ende en las mujeres, lo que ayuda a la excreción de la leche.

## Etimología
El origen del término pezón se encuentra en el latín vulgar. Según la RAE, «pezón» deriva de pecciolus ‘piecito’, forma vulgar de pes, pedis ‘pie’. El significado anatómico actual se atestigua desde 1495.

## Ocultación de los pezones femeninos

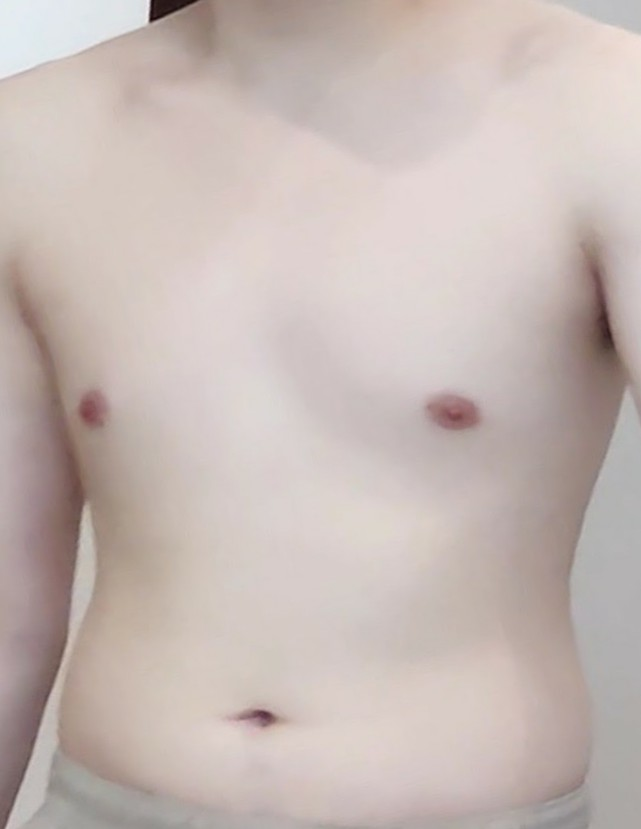
A diferencia de las mujeres, los varones no enfrentan cargos legales por mostrar sus pezones en lugares públicos

Para la teoría feminista, la tendencia cultural de ocultar el pezón femenino debajo de la ropa habría existido en la cultura occidental recién desde el siglo XIX. Dado que los pezones femeninos son percibidos como una parte íntima, exhibirlos es un tabú. Exponer todo el seno y el pezón es una forma de protesta para algunos y un crimen para otros. La exposición de los pezones generalmente se considera inmodesta y un comportamiento lascivo o indecente. 
En muchos estados hay leyes que condenan la exposición de los pezones femeninos, no así de los masculinos, lo que se interpreta como sexismo. 
Un caso en Erie, Pensilvania, relacionado con la exposición de los senos y sus pezones, fue llevado a la Corte Suprema de los Estados Unidos. La ordenanza de Erie regulaba la exhibición de los pezones femeninos en público como un acto delictivo que se comete cuando una persona «‘... a sabiendas o intencionalmente ... aparece en estado de desnudez cometiendo indecencia pública’». Pero la exposición de los pezones masculinos no se mencionaba. Un comentarista expresó esta opinión sobre el estatuto al señalar: «Reflexione sobre la importancia de eso. Un hombre camina con el torso desnudo y lo peor que sucede es que no le servirán en restaurantes. Pero una mujer que se pone en topless está legalmente en la misma circunstancia que si hubiera tenido relaciones sexuales en público. Puede parecer una locura, pero en los Estados Unidos es una ley permisible».